# Ilyushin Il-10
El Ilyushin Il-10 (en ruso: Ил-10, designación OTAN: Beast) fue un avión de ataque a tierra soviético desarrollado al final de la Segunda Guerra Mundial por la OBK Ilyushin. También fue construido bajo licencia en Checoslovaquia por Avia con la designación Avia B-33.

## Desarrollo
Al inicio de las hostilidades en el frente este durante la Segunda Guerra Mundial, la Fuerza Aérea Soviética (VVS) utilizó con éxito el avión de ataque a tierra Ilyushin Il-2 Shturmovik, que utilizaba los motores en línea Mikulin AM-38. Con el progreso de la guerra, las autoridades soviéticas comenzaron a planificar al que sería su sucesor. El principal objetivo fue el aumento de su velocidad y maniobrabilidad a baja altitud, que le permitiera evadirse de las armas antiaéreas de pequeño calibre, que era el mayor peligro al que se enfrentaban los aviones de ataque a tierra, y era uno de los principales fallos del Il-2. Las dos propuestas más maniobrable y ligeras, fue el Sukhoi Su-6, desarrollado por Pável Sujói desde 1942. Al mismo tiempo, Serguéi Iliushin desarrollaba el avión pesado VSh o Il-8 M-71, derivado del diseño del Il-2, en el que se basaba parcialmente. Ambos proyectos fueron motorizados por el prototipo de motor radial M-71, el cual no llegó a producirse en serie.
En 1943, Ilyushin inició los trabajos de un Nuevo avión, el Il-1, el cual podía ser biplaza o monoplaza, y era un caza-interceptor blindado, pensado especialmente para dar caza a los bombarderos y transportes enemigos. El Il-1 era similar al diseño del Il-2, pero era más moderno y compacto y estaba motorizado por los nuevos Mikulin AM-42. Pero la fuerza aérea tenía la idea de que los cazas blindados tenían una muy baja velocidad, y que no podrían actuar como interceptor para los bombarderos modernos. Como resultado, Ilyushin decidió convertir el Il-1 en su versión biplaza en un avión de ataque a tierra, cambiando su designación por Il-10 a comienzos de 1944 (los números impares, se reservan para los cazas).
En esa misma época, Ilyushin también finalizó el prototipo de un avión de ataque a tierra más pesado, el Il-8, que usaba el mismo motor, pero más claramente derivado del diseño del Il-2. Era capaz de transportar una carga mayor (1000 kg), pero sus capacidades eran menores que las del Il-10. Ambos aparatos realizaron sus primeros vuelos en abril de 1944. El Il-10 se mostró netamente superior al Il-8, que tenía muy baja maniobrabilidad. El Il-10 pasó sus pruebas con éxito a comienzos de junio de 1944.
El tercer competidor era una nueva variante del Sukhoi Su-6, que también utilizaba el motor AM-42. Tras las pruebas comparativas, el Il-10 fue considerado el vencedor, y resultó elegido para convertirse en el nuevo avión de ataque a tierra soviético, aunque según algunas opiniones, el Su-6 era mejor avión con un funcionamiento y carga útil inferior, pero con mejor armamento. Se dio además la circunstancia de que el prototipo del Su-6 realizó las pruebas con la carga máxima, causando un bajo nivel en su funcionamiento, mientras que el Il-10 fue probado con la carga normal. Algunos de las avances del Il-10 eran técnicamente similares a los del Il-2.

### Producción

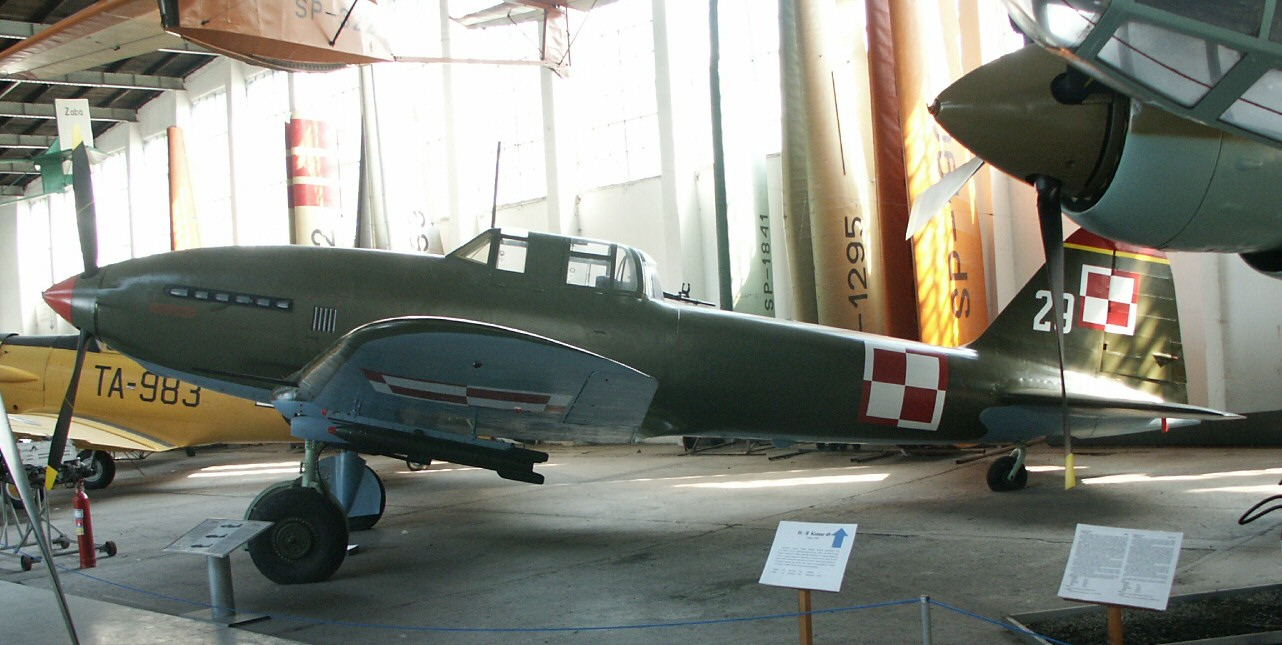
Avia B33 en el museo de la fuerza Aérea Polaca.

El 23 de agosto de 1944 se ordenó la producción en serie del Il-10 por decisión del Comité de defensa del estado (GKO), como Nuevo avión de ataque a tierra. Su armamento fue inicialmente similar al del Il-2, con dos cañones automáticos VYa-23 de 23 mm, dos ametralladoras ShKAS en las alas, una ametralladora UBT de 12,7 mm para cubrir el ángulo trasero, y una carga de 400 kg, o máximo de 600 kg de bombas. Al contrario que el Il-2 y el Su-6, inicialmente no se pensó en la capacidad de portar cohetes.
La producción del Il-10 se inició en las fábricas Nº 1 y Nº 18 en Kuybyshev. El primer avión de serie, voló el 27 de septiembre de 1944 y 99 aviones fueron fabricados desde finales de 1944. Las primeras unidades mostraron una serie de problemas, especialmente averías e incendios en el motor. La mayoría de los problemas fueron eliminados en 1945. Los aparatos fabricados desde abril de 1945 podían transportar cuatro cohetes no guiados tierra-aire. Los producidos desde 1947 estaban equipados con un armamento más pesado, compuesto por cuatro cañones automáticos Nudelman-Suranov NS-23 de 23 mm en las alas y un cañón automático de 20 mm en el puesto del artillero para cubrir el ángulo trasero. La producción del Il-10 finalizó en 1949, tras haber fabricado 4.600 aviones. En los últimos dos años, los aviones eran fabricados en la factoría Nº 64.
Entre 1945 y 1947 también se fabricaron 280 entrenadores UIl-2 y Il-10U. La cabina del artillero de cola era reemplazada por una cabina para el instructor de mayor tamaño con control dual. Su comportamiento y construcción eran similares a la variante de combate, aparte del armamento, el cual se veía reducido a dos cañones, dos cohetes y la carga estándar de bombas.
En 1951 la empresa Checoslovaca Avia adquirió la licencia para fabricar el Il-10, bajo la designación B-33. Su primer vuelo se realizó el 26 de diciembre de 1951.Inicialmente utilizaron motores de construcción soviética. Desde 1952 los motores también fueron construidos en Checoslovaquia con la designación M-42. Junto a la versión de combate, también fabricaron la versión de entrenamiento, con la designación CB-33. En total, hasta 1956, se fabricaron 1.200 Avia B-33.
En 1951, debido a la experiencia de la Guerra de Corea, la Fuerza Aérea Soviética decidió que los aviones de ataque a tierra aún podían resultar utilizados con éxito, por lo que decidió reactivar la producción del Il-10 en una variante modificada que recibió la designación Il-10M. Se realizó su primer vuelo el 2 de julio de 1951. Era un poco más largo, y con una envergadura algo mayor, y unas superficies de control algo mayores, al igual que una aleta bajo la cola. Se cambiaban los cañones por los nuevos Nudelman-Rikhter NR-23 montados bajo las alas, su carga útil se mantenía, y se le dotaba de un nuevo sistema de navegación que le daban una cierta capacidad todo tiempo. Su velocidad decreció levemente, pero mejoró su maniobrabilidad. Entre 1953 y 1954 se fabricaron 146 Il-10M en la Fábrica Nº168 (excepto 10 de ellos) en Rostov del Don.
En total se fabricaron entre todas las variantes, incluidos los fabricados bajo licencia, 6.166 Il-10.
Se probó el Il-10 con los motores más potentes AM-43 y AM-45, pero dichas pruebas no tuvieron éxito. El siguiente diseño de Ilyushin, el avión ligero de ataque Il-16, con un rendimiento mejorado y un armamento similar, realizó su primer vuelo el 10 de junio de 1945. Se fabricó una pequeña serie, pero los trabajos fueron cancelados en 1946 debido a la baja fiabilidad de los motores AM-43.

## Diseño

### Descripción técnica
El avión era un monomotor con motor de pistones, biplaza, monoplano, con la estructura interna de Aluminio. El avión era un vehículo altamente blindado. La parte frontal del fuselaje, con la cabina, estaban protegidas por planchas de blindaje de entre 4-8 mm de espesor; el mayor espesor, 8 mm, estaba en la parte baja del motor, y no tenía blindaje en la parte alta del mismo. El parabrisas frontal estaba hecho con cristal blindado de 64 mm (2.5 pulgadas) de espesor. También estaba blindada la cubierta sobre los tripulantes y sus ventanas laterales, y el tabique que separaba los asientos de la tripulación. El peso total del blindaje era de 994 kg, incluido sus anclajes. Las alas consistían en una sección central, con dos bodegas de bombas, y dos paneles exteriores desmontables. El tren de aterrizaje era retráctil. Las ruedas principales giraban hacia atrás tras rotar 86°.
Los primeros Il-10 tenían dos cañones WYa-23 de 23 mm con 150 proyectiles para cada uno y 2 ametralladoras ShKAS de 7,62 mm bajo las alas con un depósito de munición de 750 proyectiles para cada una, y una ametralladora UBT BU-8 de 12,7 mm en la torreta del artillero trasero con un depósito de munición de 150 proyectiles. El ángulo horizontal que cubría la ametralladora trasera era de 100°. Desde 1947, el avión estuvo armado con cuatro cañones Nudelman-Suranov NS-23 de 23 mm bajo las alas con un depósito de municiones con 150 proyectiles por arma y un cañón B-20T de 20 mm en el puesto de artillería posterior con 150 proyectiles. El IL-10M estaba armado con cuatro cañones Nudelman-Rikhter NR-23 de 23 mm y 150 proyectiles por arma y un cañón B-20EN de 20 mm en una torreta BU-9M con 150 proyectiles. El Avia B-33 estaba armado con cuatro cañones NS-23RM de 23 mm bajo las alas y un cañón B-20ET de 20 mm en una torreta BU-9M.
La carga normal de bombas era de 400 kg, y la máxima de 600 kg. Estas podían ser pequeñas bombas de fragmentación o antitanques, en las bodegas de bombas, o cuatro bombas de entre 50 y 100 kg en las mismas bodegas y bajo las alas, o dos bombas de entre 200 y 250 kg bajo las alas. Las pequeñas bombas se colocaban apiladas directamente sobre las puertas de la bodega de bombas. Una carga típica eran 182 (máximo 200) bombas de fragmentación AO-2,5-2 de 2 kg, 144 bombas antitanque PTAB-2,5-1,5. Además de las bombas, podía transportar cuatro cohetes no guiados RS-82 o RS-132 en rieles situados bajo las alas. Los Avia B-33 también estaban equipados para otros tipos de cohetes. Los últimos aviones soviéticos estaban equipados para usar lanzadores tubulares ORO-82 y ORO-132. En la sección de cola podía transportar lanzadores DAG-10 con 10 granadas antiaéreas o antipersona AG-2 (tras ser lanzadas desplegaban un pequeño paracaídas y estallaban posteriormente, pero en la práctica no eran muy utilizadas).
El motor del Il-10 era un motor de 12 cilindros en V Mikulin AM-42, refrigerado por líquido con una potencia continua de 1770 Cv. y de 2,000 Cv. en el despegue. Su hélice era del modelo AV-5L-24 de 3 palas y 3,6 m de diámetro. Tenía dos tanques de combustible, el superior de 440 l estaba colocado sobre el motor, delante de la cabina, y el inferior, de 290 l se situaba bajo la cabina. El avión, tenía un equipo de radio y una cámara AFA-1M en la sección trasera del fuselaje.

## Historia operacional
En octubre de 1944 entran en servicio los primeros Il-10 en las unidades de entrenamiento de la Fuerza Aérea Soviética. En enero de 1945 fueron asignados a unidades de combate los primeros Il-10 con el 78º regimiento de aviación de guardias de asalto, pero no entraron en acción hasta que finalizaron su período de entrenamiento. Los Il-10 fueron asignados a otras tres unidades de combate durante la Segunda Guerra Mundial: el 571º regimiento de aviación de asalto (desde el 15 de abril de 1945), el 108º regimiento de aviación de guardias de asalto (desde el 16 de abril de 1945) y el 118º regimiento de aviación de guardias de asalto (desde el 8 de mayo de 1945). Aproximadamente una docena de aparatos fueron destruidos por el fuego antiaéreo o por daños en sus motores. Uno fue derribado por un caza Fw 190, pero la tripulación de un Il-10 logró derribar otro Fw 190, y probablemente dañó otro. El 10 de mayo de 1945, el día oficial del fin de la guerra para la unión soviética, había 120 aparatos Il-10 operativos en unidades de combate de la Fuerza Aérea Soviética, y 26 no operativos.
Tras la entrada de la Unión Soviética en la guerra contra Japón, con la Operación Tormenta de Agosto, desde el 9 de agosto de 1945, una unidad de Il-10 del 26º Regimiento de Aviación de Asalto de la Aviación Naval del Pacífico fue utilizado en combate en la península de Corea para atacar a los buques japoneses en Rasin y los transportes por ferrocarril.
Tras la guerra hasta el comienzo de la década de 1950, el Il-10 era el avión básico de ataque a tierra soviético. Fue retirado de servicio en 1956. Al tiempo que los trabajos para planificar un nuevo avión blindado a reacción de ataque a tierra (como el Il-40) eran cancelados, y los soviéticos giraban sus preferencias hacia los cazabombarderos. El Il-10 y su variante bajo licencia, el B-33, formó la base de los aviones de ataque a tierra de los países del Pacto de Varsovia. Desde 1949 hasta 1959, la Fuerza Aérea Polaca usó 120 Il-10 (incluidos 24 UIl-10) y 281 B-33. En Polonia, los B-33 fueron modificados para portar 400 l adicionales de combustible en tanques situados bajo las alas. Entre 1950 y 1960, Checoslovaquia usó 86 Il-10, incluidos 6 UIl-10, y aproximadamente 600 B-33. Entre 1949 y 1956, la Fuerza Aérea Húngara utilizó 159 aparatos entre Il-10 y B-33. Desde 1953 hasta 60, la Fuerza aérea Rumana utilizó 30 Il-10 y 150 B-33.
A finales de la década de los 40, 93 Il-10 y UIl-10 fueron entregados a Corea del Norte. Estos aparatos fueron utilizados por el 57º Regimiento de Aviación de Asalto durante las primeras fases de la Guerra de Corea. Inicialmente fueron utilizados con éxito contra las débiles defensas antiaéreas de las fuerzas de Corea del Sur, pero después sufrieron graves pérdidas en encuentros contra los cazas estadounidenses y fueron bombardeados en tierra. Tras algunas semanas quedaban aproximadamente 20 aparatos. En el verano de 1950, Corea del Norte recibió nuevos aparatos de la Unión Soviética. Los norcoreanos se atribuyeron el hundimiento de un buque de guerra el 22 de agosto de 1950 con un Il-10, pero no se confirmó.
Desde 1950 los Il-10 fueron utilizados por la República Popular China, en dos regimientos de aviación de asalto. Fueron utilizados en combate durante el conflicto fronterizo con la República de China, (Taiwán), en enero de 1955. Permanecieron en servicio hasta 1972.

## Operadores
Afganistán
- Fuerza Aérea Afgana podría haber recibido en 1957 un total de 24 B-33, pero no está confirmado

 Bulgaria
- Fuerza Aérea Búlgara recibió aparatos Il-10 en 1947, posteriormente fue adquirido un número indeterminado de B-33. Todos fueron retirados en 1954.[6]

 China
- Fuerza Aérea del Ejército de Liberación Popular Desde 1950 hasta 1972 utilizó los Il-10 en dos regimientos.

Checoslovaquia
- Fuerza Aérea Checoslovaca recibió 80 Il-10 y entre 4 y 6 UIl-10 en el verano de 1950. Adicionalmente, otros 600 fueron localmente construidos con la designación B-33. Todos ellos fueron utilizados entre 1950 y 1962.[7]

 Hungría
- Fuerza Aérea Húngara recibió 159 aviones Il-10 (incluidos 14 entrenadores UIl-10) y los operó entre 1949 y 1956. 120 de los fuselajes retirados fueron destruidos.[6]

 Indonesia
- Fuerza Aérea de Indonesia recibió un número indeterminados de B-33 de Polonia en 1957. Los aviones habían sido modificados en Polonia para transportar 300 l de combustible adicionales en un tanque bajo el fuselaje. Debido a sus pobres características, fueron devueltos a Polonia.[6]

 Corea del Norte
- Fuerza Aérea Norcoreana recibió 50 Il-10 probablemente, producidos en durante la Segunda Guerra Mundial.[6]

 Polonia
- Fuerza Aérea Polaca recibió 120 aviones Il-10 (probablemente 96 Il-10y 24 UIl-10) que utilizó entre febrero de 1949 y 1959. Adicionalmente adquirió 281 aeronaves B-33 entre 1954 y 1956, pero todos fueron retirados en 1961 debido a su baja calidad.[8] Los B-33 polacos fueron modificados para portar más combustible.

 Rumania
- Fuerza Aérea de Rumanía recibió 30 viejos Il-10 y UIl-10 en marzo de 1953. Meses más tarde recibieron 150 B-33 que fueron utilizados hasta 1960.[6]

 Unión Soviética
- Fuerza Aérea Soviética
- Aviación Naval Soviética

 Reino de Yemen
- Fuerza Aérea de Yemen recibieron 24 aviones B-33 en 1957.[6]

## Especificaciones (Ilyushin Il-10)

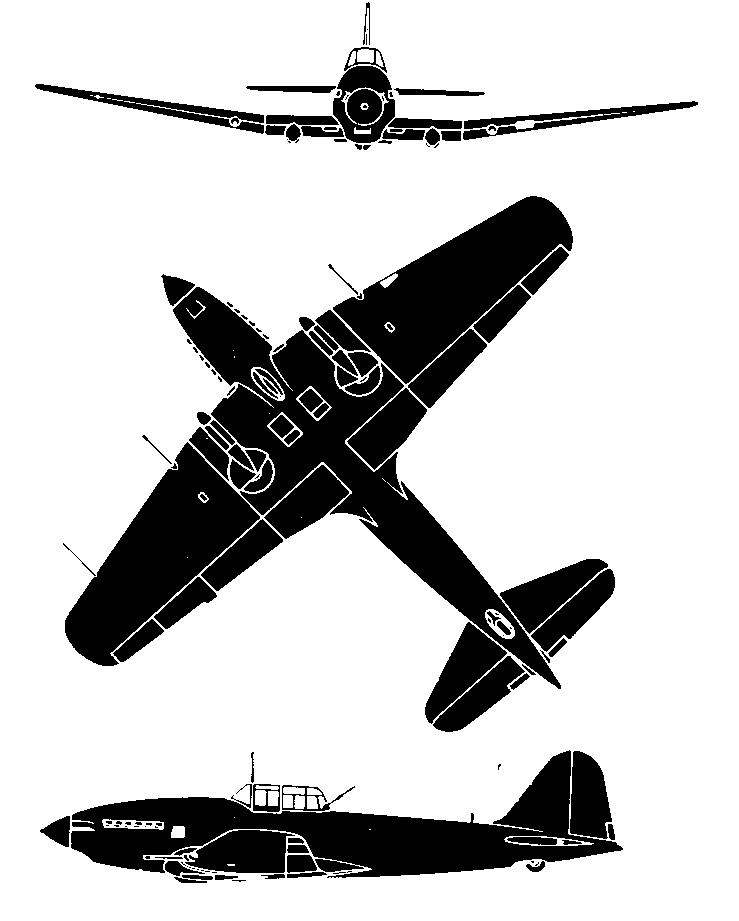
Il-10

### Características generales
- Tripulación: dos (piloto y artillero)
- Longitud: 11,12 m (36 pies y 6 pulgadas)
- Envergadura: 13,40 m (44 pies)
- Altura: 4,10 m (13 pies y 5 pulgadas)
- Superficie alar: 30 m² (322,9 pies)
- Peso vacío: 4.675 kg (10.305 lb)
- Peso cargado: 6.345 kg (14.000 lb)
- Peso máximo al despegue: 6.537 kg 14.410 lb
- Planta motriz: 1× V-12 refrigerado por líquido Mikulin AM-42.
  - Potencia: 1.770 Cv 1.320 kW
- Hélices: 1× AV-5L-24 de 3 palas por motor.
- Diámetro de la hélice: 3,60 m

### Rendimiento
- Velocidad máxima operativa (Vno): 550 km/h a 2,700 m; 500 km/h a nivel del mar 340 mph a 8.860 pies / 310 mph a nivel del mar
- Alcance: 800 km 500 mi
- Techo de vuelo: 4.000 m 13.120 pies
- Carga alar: 211 kg/m² 43.2 lb/pie²

### Armamento
- Armas de proyectiles: 2 cañones automáticos Nudelman-Suranov NS-23 de 23 mm en las alas con 150 proyectiles por cañón
1 ametralladora UBT de 12,7 mm en la torreta dorsal con 190 proyectiles
- Otros: más de 600 kg (1,320 lb) para distintas armas (descritas en el texto).